# Inundació de Gun-Yu
La Inundació Gun-Yu, també coneguda com el mite de Gun-Yu (xinès tradicional: 鯀禹治水, xinès simplificat: 鲧禹治水, pinyin: Gǔn yǔ zhìshuǐ), va ser una important inundació que va durar com a mínim dues generacions, la qual cosa va provocar grans desplaçaments de població entre altres desastres, com tempestes i una gran fam. Les persones van deixar les seves cases per viure en els turons alts i muntanyes, o fent cabanes als arbres. Segons fonts mitològiques i històriques, tradicionalment es data al tercer mil·lenni aC, durant el regnat de l'emperador Yao. L'evidència arqueològica d'una gran inundació al riu Groc (possiblement una de les pitjors arreu del món en els últims 10.000 anys) s'ha datat al voltant de 1920 aC (diversos segles més tard que el començament tradicional de la dinastia Xia), i es considera que va ser la base per al mite.
Tractada ja sigui de forma històrica o mitològica, la història de la gran inundació i els intents heroics dels diversos personatges humans per controlar-la i per evitar el desastre, és una narrativa fonamental per a la cultura xinesa. Entre altres coses, la gran inundació de la Xina és clau per entendre la història de la fundació tant de la dinastia Xia com de la dinastia Zhou. És també la principal inundació referenciada a la mitologia xinesa, i a la poesia clàssica xinesa.

## Descripció

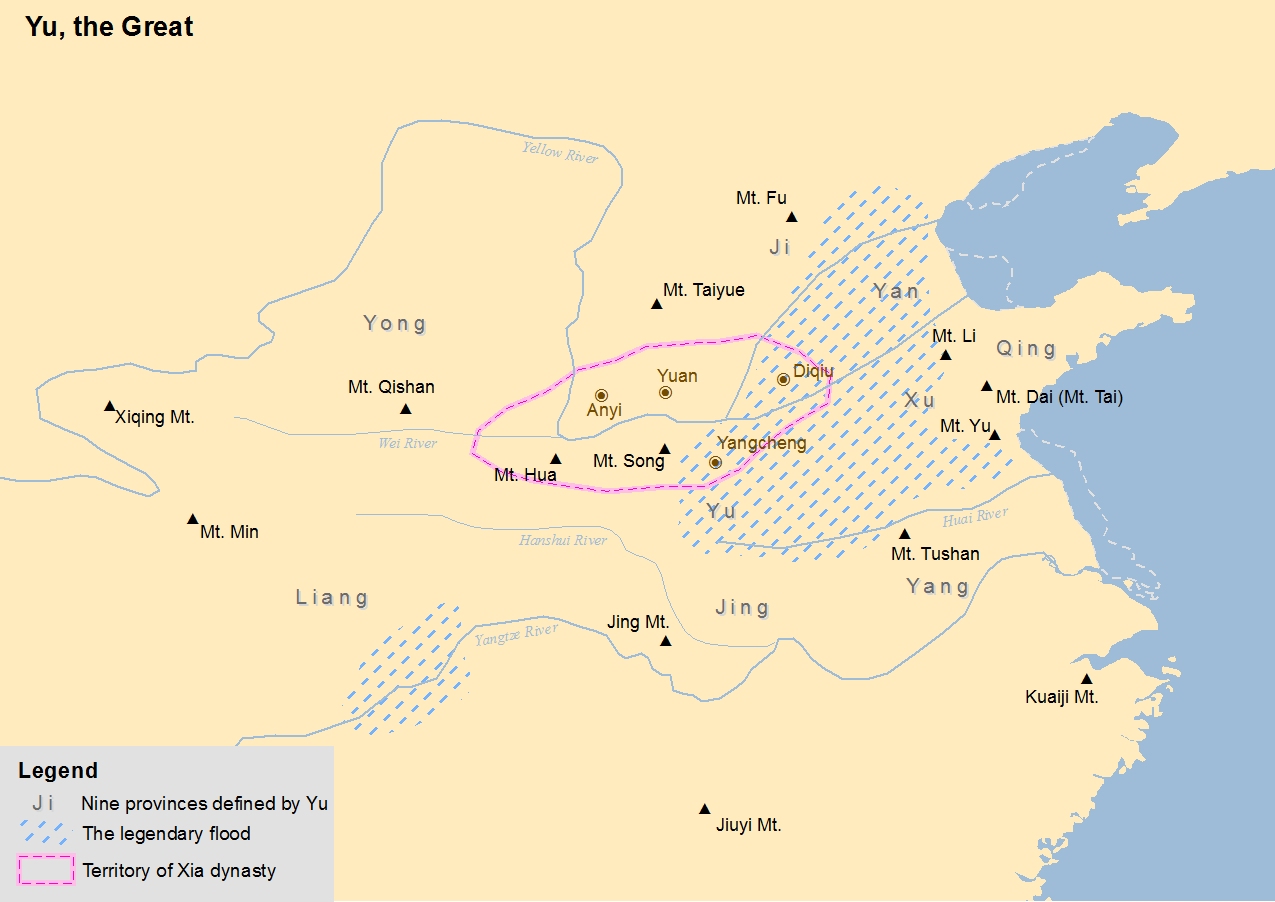
Mapa que mostra la llegendària inundació i les Nou Províncies de l'Antiga Xina

La història de la gran inundació ocupa un paper dramàtic en la mitologia xinesa, i les seves diferents versions presenten una sèrie d'exemples del tema del mite del diluvi universal a tot el món. La narració de les inundacions a la mitologia xinesa comparteixen certes característiques comunes, tot i ser una mica mancades de coherència interna, així com la incorporació de diverses transformacions màgiques i intervencions divines o semi-divines com Nüwa. Per exemple, la inundació normalment resulta per causes naturals més que per un "càstig universal pels pecats humans". Un altre diferència del mite de la gran inundació de la Xina és l'èmfasi a descriure els esforços heroics i dignes d'elogi realitzats per mitigar el desastre; la inundació es va mitigar amb la construcció de dics i preses (com els esforços de Gun), amb la excavació de canals (ideats per Yu el Gran), eixamplant o aprofundint els existents, i ensenyant aquestes tècniques a d'altres.
Un altre aspecte clau és el desenvolupament de la civilització i la millora de la situació humana tot i el desastre del diluvi. Durant la lluita per sobreviure i tenir sota control la inundació, també es va avançar molt pel que fa a la gestió del sòl, el control dels animals, i les tècniques agrícoles. Aquests i altres desenvolupaments són part integral de la narrativa, i exemplifiquen un enfocament més ampli que la gestió d'emergències de la inundació i els seus efectes immediats i que abastava la salut humana i el benestar de la societat. Segons la llegenda, com a resultat dels esforços de cooperació a gran escala pel control de la inundació, es va realitzar un enfocament integral del desenvolupament de la societat que va donar lloc a la creació del primer estat de la Xina, la dinastia Xia (ca. 2070 - ca. 1600 aC)

## Narració

### La inundació comença

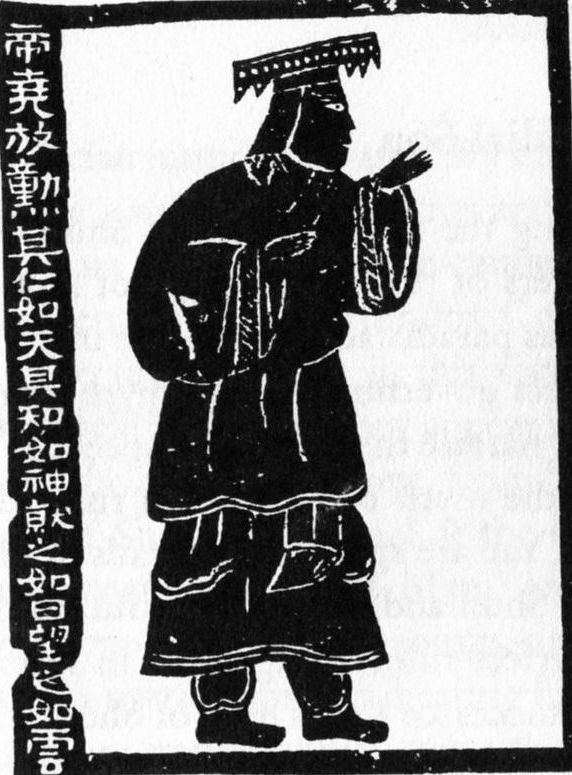
L'emperador Yao. La inscripció diu: "El déu Yao, Fang Xun, va ser humà com el cel mateix, i savi com un ésser diví; estar a prop seu era com acostar-se al sol, mirar-lo era com tenir la mirada perduda en els núvols".

Va ser durant el regnat de l'emperador Yao quan va començar la Gran Inundació, un fenomen tan vast que cap part del territori de Yao va quedar indemne, i es van inundar les valls dels dos grans rius, el Groc i el Iang-Tsé. L'explicació de la naturalesa de la inundació va ser descrita a la següent cita:
| « | Com l'aigua bullint sense fi, la inundació provoca destrucció. Aclaparadora i sense límits, cobreix turons i muntanyes. Creixent i creixent, amenaça el cel. Com les persones gemeguen i pateixen! | » |

 Segons les fonts històriques i mitològiques, la inundació va continuar implacablement. Yao va tractar de trobar algú que pogués controlar la inundació, i es va inclinar pel consell del seu assessor o assessors especials, les Quatre Muntanyes (xinès tradicional: 四嶽, xinès simplificat: 四岳, pinyin: Sìyuè); quins, després de deliberar, va donar a l'emperador Yao algun consell que no va rebre especialment bé.

### Yao nomena Gun
Davant la insistència de Quatre Muntanyes, i després dels dubtes inicials de Yao, aquest finalment va accedir a nomenar Gun com a responsable de controlar la inundació. Gun era príncep de Chong, i un parent llunyà de Yao per via d'una descendència comuna de l'emperador Groc.

### Els esforços de Gun
D'acord amb la principal tradició mitològica, el pla de control d'inundacions de Gun va ser mitjançant l'ús de Xirang, un terra miraculós amb la capacitat d'auto expandir-se. Gun havia decidit robar el Xirang a la Divinitat Suprema, que es va enfurismar per aquest episodi. Any rere any, moltes vegades, i en grans extensions, Gun va aplicar el terra màgic Xirang en un intent de bloquejar les aigües de la inundació amb preses, dics i terraplens (que ell va construir amb els poders especials del terra màgic). No obstant això, Gun mai va ser capaç de disminuir els problemes de la gran inundació. Si el seu fracàs per disminuir la inundació es va deure a la ira divina o a problemes d'enginyeria segueix sent un interrogant obert, encara que Qu Yuan va mirar de respondre-ho fa més de dos mil anys a les seves "Preguntes Celestials".

### Shun al poder

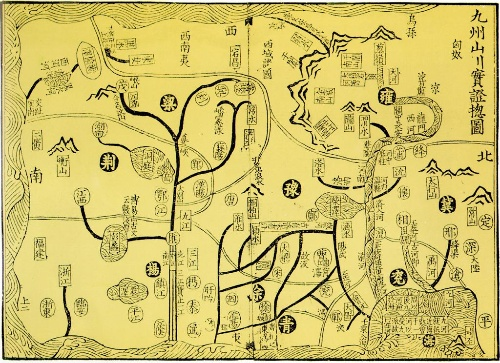
Un il·lustració del sistema de zhou, o "illes" (ara reinterpretat com "províncies"), un sistema atribuït a Shun, desenvolupat com a eina per permetre l'administració política d'un territori amb les inundacions constants que impossibilitaven les comunicacions normals, encara que el nombre i la ubicació dels Zhou han variat amb el temps

Fins i tot després de nou anys dels esforços de Gun, la inundació va continuar fent estralls, el que va portar a l'augment de tota mena de trastorns socials. L'administració de l'imperi era cada vegada més difícil; en conseqüència, en aquest punt, Yao va oferir la seva renúncia al tron en favor del seus assessors especials, Quatre Muntanyes: No obstant això, aquests no van acceptar, i en el seu lloc va recomanar Shun - un altre parent llunyà de Yao a través de l'emperador Groc; però que s'havia mantingut a l'ombra, malgrat el seu llinatge reial.
Yao va procedir a valorar Shun a través d'una sèrie de proves, començant per fer que Shun i les seves dues filles deixessin les muntanyes on vivien i baixessin a les planes, on Shun va haver de fer front a forts vents, trons i pluja. Després de passar per totes les proves de Yao, entre es que destaca l'obligació de casar-se i mantenir una harmonia matrimonial amb les dues filles de Yao, Shun va assumir responsabilitats administratives com coemperador. Entre aquestes responsabilitats, Shun va haver de fer front a la gran inundació i els seus trastorns associats, especialment pels efectes del nomenament de Gun com a gestor del problema i que no havia estat capaç de corregir la situació,després de nou anys de treball. Shun van prendre mesures en els següents quatre anys per reorganitzar l'imperi, a la recerca d'una forma de resoldre problemes immediats i per posar l'autoritat imperial en una millor posició per fer front a les inundacions i els seus efectes.
Tot i que l'organització (o reorganització) de Shun per gestionar les terres inundades, i convertir-les en zhou o illes (els avantpassats polítics del modern zhou o províncies, tots dos dels quals poden ser escrits amb el mateix caràcter, 州) va alleujar alguns de les dificultats administratives com a treballar al voltant a diversos problemes, el fet va quedar que malgrat els addicionals quatre anys d'esforç, Gun encara, no només havia fallat per aconseguir qualsevol èxit o solucionar el problema principal de l'actual inundació, inclús l'aigua, fins i tot, va continuar augmentar. Gun va insistir en mantenir el rumb amb els dics, insistint, en que malgrat el fracàs aclaparador fins al moment, les persones treballaven més intensament i continuaven construint cada vegada més i més alt. No solament això, sinó que Gun va qüestionar la legitimitat de Shun com a governant a causa del seu modest llinatge.

### Els actes de Shun

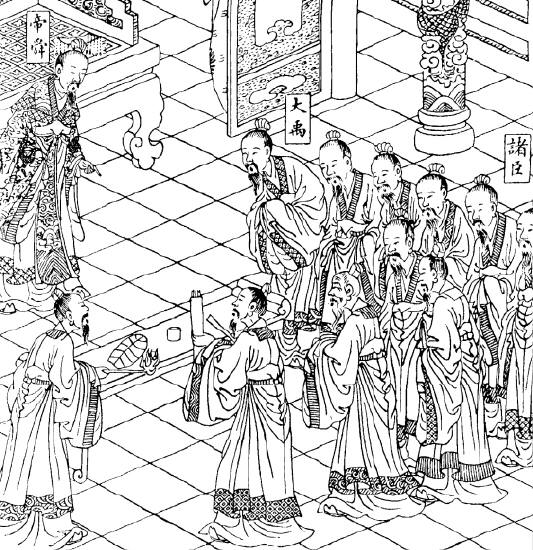
L'Emperador Shun porta a terme l'endevinació al palau

Després de les solemnitats de la seva ascensió al poder el primer que va fer l'emperador Shun va ser reformar el calendari. Tot seguit, durant el període d'un mes, Shun va convocar una sèrie de reunions, cerimònies i entrevistes en la capital imperial amb les quatre muntanyes i els caps, senyors o prínceps de cases, clans, famílies, tribus, i nacions.
Shun es va traslladar al Mont Tai com el començament del seu viatge d'inspecció a les zones afectades per les inundacions del regne. A Taishan, es va reunir amb els caps de les regions de l'est; i, després d'unes certes cerimònies religioses, es van generalitzar les normes, mesures, i els rituals. Tot seguit, va passar a fer el mateix al sud, l'oest i el nord, reunint-se en cada regió a les muntanyes sagrades, amb els prínceps i líders de cada lloc, i regulant les seves normes, mesures i pràctiques. Tots aquests actes van ser com a preparació para el combat contra la inundació, ja que era un esforç que requeria nivells extraordinaris d'activitat sincronitzada i coordinada sobre un territori relativament gran: el temps se sincronitzava mitjançant la reforma del calendari i les mesures d'enginyeria van ser possibles gràcies a l'estandardització dels pesos i mesures.
Cap a final de l'any, Shun va regressar a la seu imperial, i després d'una ofrena de sacrifici d'un bou al seu temple ancestral, a continuació va engegar el pla que havia desenvolupat durant la inspecció en la seva gira de treball. Un d'ells va ser dividir l'imperi en dotze unitats administratives (Zhou), cadascuna administrada des de la muntanya més alta dintre d'aquesta àrea. Aquest va ser, sens dubte, un recurs útil amb vista a les creixents i impredictibles aigües de la inundació. Un altre dels actes de Shun va ser la reforma administrativa.

### Desaparició de Gun
Amb el fracàs aclaparador de Gun per controlar les aigües d'inundació i el fer-ne qüestió de la legitimitat del govern de Shun, se'l va etiquetar com un intransigent. En conseqüència, com a part de les seves reformes administratives, Shun va desterrar a Gun al mont Pluma. Les versions varien considerablement sobre els detalls de la desaparició de Gun; però, en qualsevol cas, les fonts semblen coincidir que es va trobar amb el fi de la seva existència humana en aquesta muntanya -encara que les fonts novament varien pel que fa a si aquest final es va realitzar amb la mort, mitjançant l'execució per Zhu Rong, o pel mig d'una transformació metamòrfica en un os groc, una tortuga de tres de potes, o un drac groc.

### Yu el Grand
Gun tenia un fill Yu. Diversos mites suggereixen que això va succeir sota circumstàncies que no complirien amb els criteris normals de fet històric. Yu continuaria la lluita per contenir les aigües de la inundació.

### Gran Yu controla la inundació

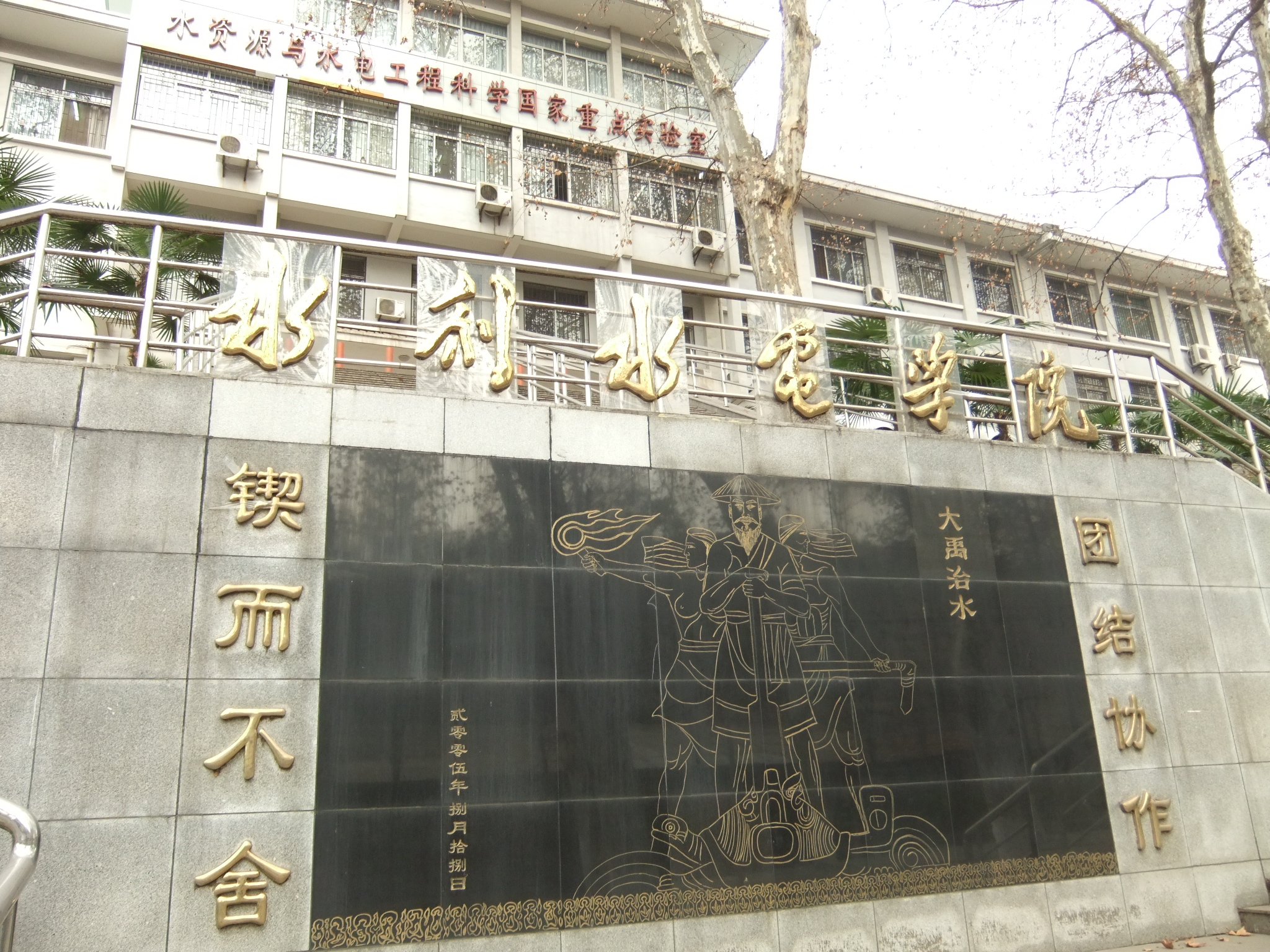
Relleu titulat Gran Yu controla les aigües, al Laboratori Nacional de Recursos hídrics, a la Universitat de Wuhan. Obra realitzada l'any 2005.

Yu va intentar un enfocament diferent per al projecte de control d'inundacions. Després d'haver aconseguit l'èxit, Yu va guanyar un gran renom en tota la història de la Xina, en la que la gran Inundació de Gun-Yu es coneix com a «Gran Yu controla les aigües» (xinès: 大禹治水 pinyin : Dà Yǔ Zhi shuǐ). L'enfocament de Yu sembla haver-hi estat més orientat cap al drenatge i menys cap a la contenció pel mig de preses i dics. D'acord amb les versions més freqüents de la història, també va ser necessari per a ell sotmetre's a diversos éssers sobrenaturals, així com reclutar l'ajut d'altres, per exemple, un drac-canal d'excavació i una tortuga geganta de fang per al transport.
| « | Les aigües que inunden semblaven atacar dels cels, i en la seva mida van abraçar els pujols i sobrepassava els grans monticles, per la qual cosa la gent estava desconcertada i confosa. Vaig obrir passatges dels corrents al llarg de les nou províncies i els vaig conduir als mars. Vaig aprofundir els canals i els vaig conduir als torrents. 禹 曰:.. 「洪水滔天, 浩浩 懷 山 襄陵, 下 民 昏 墊 予 乘 四 載, 隨 山 刊 木, 暨 益 奏 庶 鮮食 予 決 九 川, 距 四海, 濬 畎 澮 距 川 | » |
| — Yu el Gran, citat segons la tradició, que descriu el seu treball pel que fa a la inundació:Book of Documents, capítol "Yi and Ji" 益稷 | |   |

### Ajudants de Yu
Diversos mites, o versions de mites, especifiquen que Yu va rebre ajut que li van aconseguir obtenir l'èxit al control de la gran inundació. Hebo, el déu del riu Groc se suposa que el va proporcionar a Yu un mapa del riu i el seu entorn, que el va ajudar a fer els seus plans. D'altra banda, es diu que va ser la deessa de la terra Houtu, la que el va donar a Yu el mapa de riu Groc.

### Conseqüències
Després del seu treball en el control de les aigües d'inundació, Yu es va convertir en l'únic emperador i va passar a fundar la dinastia Xia, quan el seu fill Qǐ el va succeir, es va establir així el començament d'una tradició de la successió dinàstica a través de la primogenitura. Tanmateix, abans d'això i després d'acabar el seu treball contra la inundació, es diu que Yu va reunir tots els herois / déus implicats en la lluita contra la inundació a la muntanya Guiji (la moderna Zhejiang) en un moment determinat; però, quan Fangfeng va arribar tard Yu ho va fer executar -després va resultar que Fangfeng havia arribat endarrerit perquè havia estat lluitant contra una inundació local, que es va trobar en el seu camí-.

## Adquisició de la civilització agrícola
A més a més del motiu de controlar les aigües d'inundació un altre motiu és particularment característic del mite de la Inundació de Gun-Yu, l'adquisició de la civilització agrícola. En algunes versions, això inclou la designació de Ji Qi (més tard anomenat Houji) com a ministre d'Agricultura. Altres versions entren en els detalls de com un petit romanent de persones compost per solament dos o uns pocs individus va aconseguir sobreviure a la inundació i el procés de repoblació / civilització després del desastre van ser principalment per les llavors de cereals o del foc adquirit.

## Historicitat
El relat de la gran inundació de la Xina prehistòrica pot proporcionar alguna informació sobre el desenvolupament social durant aquesta època. David Hawkes ha comentat sobre la forma en què les diferents versions de la història del Gun-Yu semblen contrastar el relatiu èxit o fracàs, o almenys les diferències, entre Gun, el pare, i el seu fill, Yu. Hawkes proposa una interpretació simbòlica d'una transició social. En aquest cas, Gun representa una societat en una etapa tecnològica anterior, que es dedica a l'agricultura a petita escala, que consisteix en elevar les àrees de terra cultivable prou per damunt del nivell dels pantans existents aleshores en les planes d'inundació de la conca del riu Groc, incloent afluents: des d'aquesta perspectiva, la «màgica-expansió» de la terra Xirang pot ser entesa com a representació d'un tipus de jardí flotant, compost de terra, brossa, i materials similars. Yu i el seu treball en el control de la inundació simbolitza un tipus posterior de la societat, una que posseïa les innovacions tecnològiques que permeten un enfocament a molta més gran escala per a la transformació de les zones humides en terrenys de conreu. Hawkes explica les transformacions miraculoses del paisatge que apareix a les descripcions mitològiques com simbòlicament representatiu d'un sistema de drenatge amb reixeta dissenyada per eliminar de forma permanent les zones del pantà, a favor dels camps de l'agricultura explotables.
Recents descobertes arqueològiques de la gran inundació. L'evidència arqueològica d'una gran inundació en el riu Groc]ha estat datat al voltant de 1920 aC, i se suggereix que ha estat la base per al mite més tard. Una esllavissada de terra colossal va crear un dic natural a través del riu que va ser destruït prop d'un any més tard. La inundació que és plausible podria haver viatjat 2.000 km pel riu i la inestabilitat resultant dels llits dels rius podria haver durat fins a vint anys. Sobre aquest temps, el Neolític va fer pas a l'edat del bronze a la vall del riu Groc. Els autors suggereixen que això va coincidir amb l'inici de la dinastia Xia, alguns segles més tard tradicionalment es pensava, que la cultura d'Erlitou és una manifestació arqueològica de la dinastia Xia.

## Data

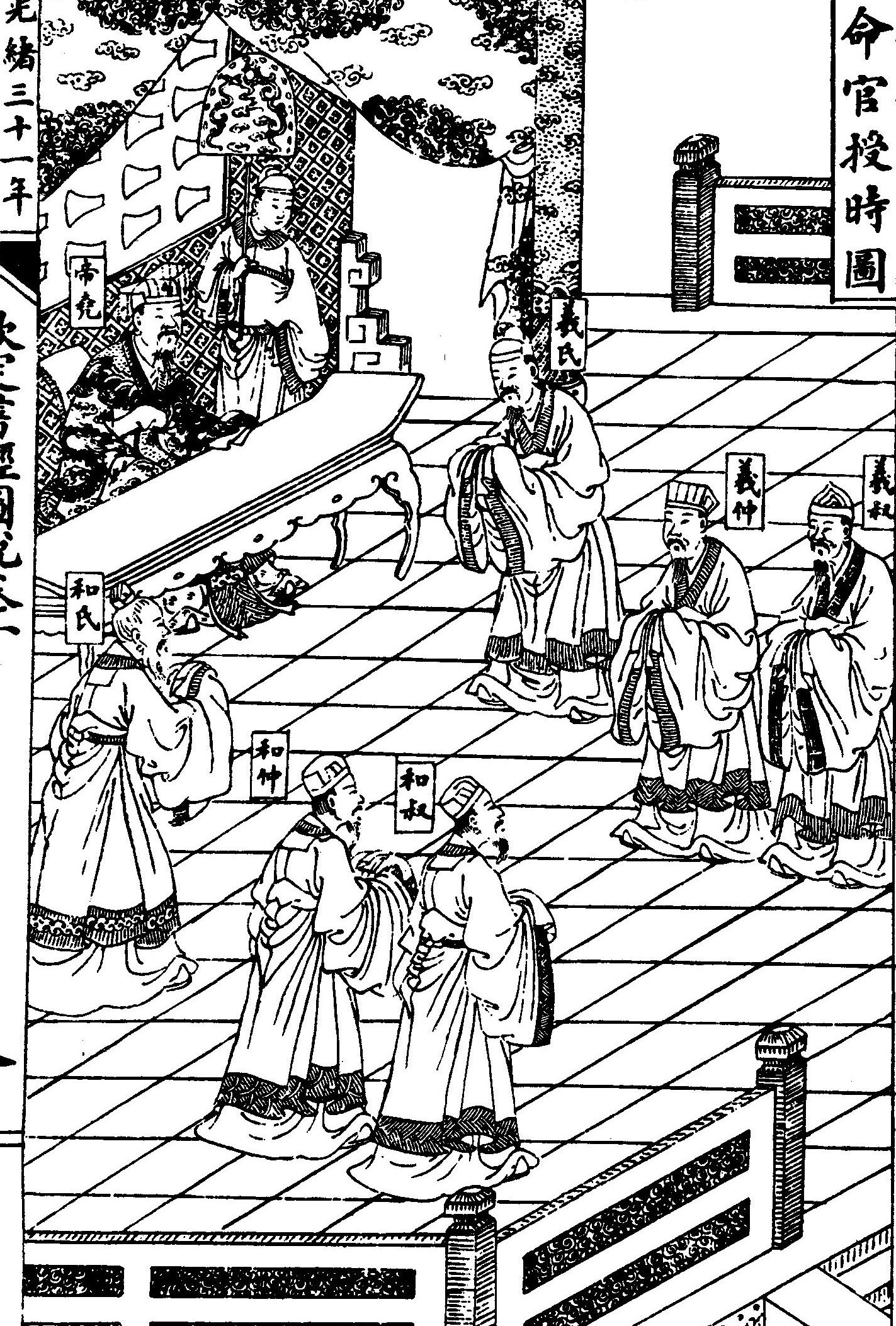
Els germans Xihe reben ordres de l'emperador Yao per organitzar el calendari

L'historiador KC Wu creu que el "Cànon de Yao" ("yaodian") en el Llibre de la Història (Shujing) té un valor històric, malgrat ser un dels 'nous' textos que comprèn aquesta col·lecció de documents, i que malgrat la naturalesa problemàtica de la seva transmissió textual, i que semblen ser reconstruïts i interpolats, en comparació amb el "primer" o el lot "vell", que suposadament va sobreviure als incendis de la dinastia Qin (la Crema de llibres i enterrament d'intel·lectuals, junt amb la destrucció pel foc de la biblioteca imperial Qin en el col·lapse de la seva dinastia). Els primers documents per lots presumptivament van romandre ocults durant quasi un segle, fins que es van descobrir accidentalment i van ser lliurats a un descendent de Confuci. Wu accepta que el "yaodian" no és una còpia directa de l'original, tanmateix, argumenta que es basa en els mateixes fonts autèntiques com els primers documents per lots, potser fins i tot són en certa manera basats en l'original real. Tanmateix, el factor que afirma KC Wu és objectiu, la confirmació extratextual de "Cànon de Yao" (i, per extensió, la resta dels segons documents per lots) hi té alguna cosa a veure directament amb la datació de la Gran Inundació, específicament per a tot l'any 2200 aC. Això es basa en la comparació de les dades astronòmiques del text amb l'anàlisi astronòmica o astrofísic modern.
Al principi del seu regnat, Yao se suposa que havia designat quatre funcionaris ministerials per fer les observacions astronòmiques necessàries per a un calendari reformat. Cadascun d'aquests individus van ser enviats als límits del territori reial, un en cada punt cardinal, on se suposava que observarien unes certes estrelles al vespre en cada un dels solsticis i equinoccis, per la qual cosa els resultats podrien aleshores ser comparats, i en conseqüència, el calendari ajustat. KC Wu cita referències de dos astrònoms moderns que confirmen una data a la ratlla de 2200 pel regne de Yao, que està d'acord en les tradicionals.
En una visió més mitològica de Yao i el seu regnat, aquesta evidència de les observacions astronòmiques precises podria interpretar-se com una intrusió de l'arqueoastronomia en el regne del mite.